# Província de Yamashiro
Yamashiro (山城国, Yamashiro no Kuni) foi uma antiga província do Japão, localizada em Kinai. Corresponde ao sul da moderna prefeitura de Kyoto em Honshū. Também era conhecida como Jōshū (城州), Sanshū (山州) (nome raro) e Yōshū (雍州). Era classificada como província superior no Engishiki.

Mapa das províncias japonesas (1868) com a província de Yamashiro em destaque

A província de Yamashiro incluía Kyoto e em 794 d.C. se tornou a sede da corte imperial e durante o Período Muromachi, foi a sede do Xogunato Ashikaga. A capital permaneceu em Yamashiro até ser de facto transferida para Tóquio por volta de 1870.

## História
“Yamashiro” escrevia-se formalmente com os caracteres de “montanha” (山) e “área” (代); no século VII, algumas construções listavam o nome da província com os caracteres “montanha” e “altura”/“estatura” (山背国). Em 4 de dezembro de 794 (8 Shimotsuki, 13º ano de Enryaku), quando a capital fora batizada como Heian-kyō, devido à beleza natural do lugar quando o Imperador Kammu construiu seu castelo na região, shiro finalmente mudou para o caractere “castelo” (山城国).
A partir de escritos do Período Nara, supõe-se que os caracteres “área” (山代国) e “estatura” (山背国) coexistiram.
A capital da província, segundo o Wamyō Ruijushō, era a Casa Imperial Kaya (河陽離宮, Kaya Rikyū).
No Shūgaishō, o Distrito de Otokuni é mencionado como sendo a sede, assim como no Setsuyōshū.
Como para a mansão do shugo, primeiramente, shugo de província de Yamashiro e shugo de Kyoto eram postos coincidentes. Posteriormente, o Rokuhara tandai veio a ser um posto adicional, e de fato se tornou o shugo. No Período Muromachi, a província de Yamashiro foi dividida no rio Uji como fronteira entre dois distritos, e cada um recebeu um shugo, então um shugo residia em Uji Makishima, enquanto o outro morava em locais do entorno de Yodo e outros.

## Templos
Os templos provinciais incluíam aqueles em que o sacerdote chefe era um homem, e aqueles em que o chefe era uma mulher no Distrito de Sōraku. O Daigokuden de Kuni no Miya foi convertido em templo em 746, sendo destruído pelo fogo em 882, e a sua reconstrução mais tarde acabou se deteriorando. No Período Kamakura, veio a ser um templo ligado ao Byōdō-in. Localiza-se na atual cidade de Kizugawa, coincidindo com Kamo. Em 1925, foram escavados vários terrenos antigos próximos ao templo provincial, e acredita-se que pertenceram ao convento.
Os templos principais (Ichinomiya) eram os Santuários de Kamo (o santuário de Kamigamo em Kita-ku, assim como o Santuário de Shimogamo em Sakyō-ku) em Kyoto. A designação do ichinomiya em Yamashiro era diferente das outras províncias, devido ao Jingi-kan; a partir de cerca do final do século XI, quando os santuários principais foram sendo estabelecidos nas diversas províncias, acredita-se que em Kinai, a decisão aconteceu depois da virada do século XII. Não havia templos secundários.

## Distritos
- Distrito de Otokuni (乙訓郡, Otokuni-gun)
- Distrito de Kado (葛野郡, Kado-gun)
- Distrito de Otagi (愛宕郡, Otagi-gun)
- Distrito de Kii (紀伊郡, Kii-gun)
- Distrito de Uji (宇治郡, Uji-gun)
- Distrito de Kuse (久世郡, Kuse-gun)
- Distrito de Tsuzuki (綴喜郡, Tsuzuki-gun)
- Distrito de Sōraku (相楽郡, Sōraku-gun)

## Shugo

### Xogunato Kamakura
- –1221 – posto coincidente ao shugo de Kyoto
- 1221–1333 – posto coincidente com o Rokuhara tandai

### Xogunato Muromachi
- 1353–1384 – posto concorrente com o Samurai-dokoro
- 1385–1386 – Yamana Ujikiyo
- 1389 – Akamatsu Yoshinori
- 1389–1390 – Yamana Ujikiyo
- 1390–1391 – Akamatsu Yoshinori
- 1391 – Yamana Ujikiyo
- 1392–1394 – Hatakeyama Motokuni
- 1394–1399 – Ketsushiro Mandō
- 1399 – Kyōgoku Takanori
- 1399–1402 – Ketsushiro Mandō
- 1402–1403 – Hatakeyama Motokuni
- 1404–1416 – Takashi Morohide
- 1418–1421 – Isshiki Yoshitsura
- 1421–1423 – Kyōgoku Takakazu
- 1424–1428 – Kyōgoku Mochimitsu
- 1428–1433 – Hatakeyama Mitsuie
- 1433–1434 – Hatakeyama Mochikuni
- 1434–1436 – Isshiki Yoshitsura
- 1436–1439 – Akamatsu Mitsusuke
- 1440–1441 – Yamana Mochitoyo
- 1441–1447 – Kyōgoku Mochikiyo
- 1447–1449 – Isshiki Norichika
- 1450–1455 – Hatakeyama Mochikuni
- 1455–1460 – Hatakeyama Yoshinari
- 1460–1463 – Hatakeyama Masanaga
- 1464–1468 – Yamana Koretoyo
- 1474–1478 – Yamana Masatoyo
- 1478–1483 – Hatakeyama Masanaga
- 1483–1486 – Akamatsu Masanori
- 1486–1490 – Ise Sadamune
- 1493–1507 – Ise Sadamichi
- 1508–1518 – Ōuchi Yoshioki
- 1518–1531 – Hosokawa Takakuni
- 1532–1549 – Hosokawa Harumoto

## Kamide Yamashiro
- Fujiwara no Korekimi (765, Mamoru Yamashiro)
- Fujiwara no Muneyo
- Obata Toramori
- Saitō Dōsan
- Araki Ujitsuna
- Jushii-ge Matsunaga Hisahide
- Ryūzōji Takanobu
- Jugoi-ge Naoe Kanetsugu(a partir de 1583)
- Jugoi-ge Toki Sadamasa(a partir de 1593)
- Jugoi-ge Toki Sadayoshi
- Jugoi-ge Takenokoshi Masanobu (a partir de 1611)
- Jugoi-ge Toki Yoriyuki (a partir de 1624)
- Jugoi-ge Takenokoshi Masaharu
- Jugoi-ge Takenokoshi Masateru
- Jugoi-ge Takenokoshi Masatake
- Jugoi-ge Takenokoshi Katsuoki
- Takenokoshi Mutsumura
- Jugoi-ge Takenokoshi Masasada
- Jugoi-ge Nagai Naosuke
- Jugoi-ge Nagai Naonori